# Kempynus tjederi
Kempynus tjederi is een insect uit de familie watergaasvliegen (Osmylidae), die tot de orde netvleugeligen (Neuroptera) behoort. 
Kempynus tjederi is voor het eerst wetenschappelijk beschreven door Oswald in 1994. De soort komt voor in Chili.